# Ojrzanów-Towarzystwo
Ojrzanów-Towarzystwo – wieś w Polsce położona w województwie mazowieckim, w powiecie grodziskim, w gminie Żabia Wola. W miejscowości znajdują się źródła rzeki Utraty.
W skład sołectwa Ojrzanów Towarzystwo wchodzi także wieś Lisówek.
W latach 1975–1998 miejscowość administracyjnie należała do województwa skierniewickiego.